# Coleophora byrsostola
Coleophora byrsostola is een vlinder uit de familie van de kokermotten (Coleophoridae). De wetenschappelijke naam van de soort is, als Macrocorystis byrsostola, voor het eerst geldig gepubliceerd in 1931 door Edward Meyrick. De combinatie in Coleophora werd in 2003 gemaakt door Baldizzone en Van der Wolf.